# Condado de San Juan (1737)
El condado de San Juan es un título nobiliario español creado el 24 de septiembre de 1737 por el rey Felipe V con el Vizcondado previo de San Vicente a favor de Francisco Calderón y Andrade, tesorero y ecónomo general del arzobispo de Santiago, natural de La Coruña.
Se trata de un linaje de origen montañés. El primer titular era hijo de Pedro Calderón y Herrera, sargento mayor de las milicias de La Coruña, nacido en San Vicente de la Barquera, hijo a su vez de Antonio Calderón de la Barca.

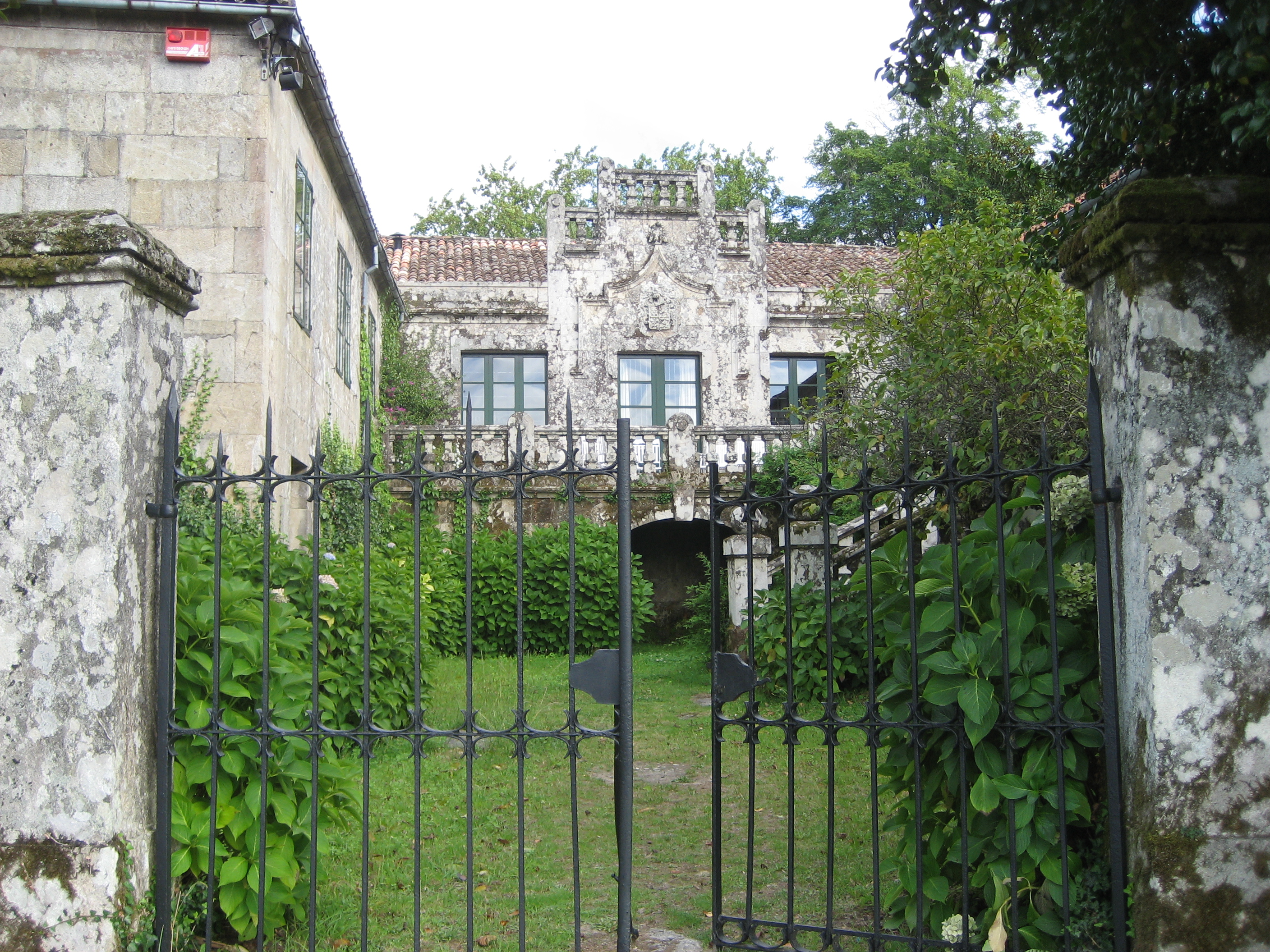
Pazo de Antequeira, residencia histórica de los condes de San Juan

## Condes de San Juan
|                                  | Titular                          | Periodo               |
| Creación por Felipe V            | Creación por Felipe V            | Creación por Felipe V |
| -------------------------------- | -------------------------------- | --------------------- |
| I                                | Francisco Calderón y Andrade     | 1737-?                |
| II                               | Vicente Félix Calderón y Valdés  | ?-1804                |
| III                              | José María Calderón y Losada     | 1804-1846             |
| IV                               | Vicente Jacobo Calderón y Oreiro | 1850-1888             |
| V                                | José Félix Calderón y Ozores     | 1888-1893             |
| VI                               | Benito Calderón y Ozores         | 1888-1911             |
| VII                              | Vicente Calderón y Montero-Ríos  | 1911-1927             |
| Rehabilitación por Juan Carlos I |                                  |                       |
| VIII                             | Vicente Calderón y Valera        | 1990-2000             |
| IX                               | Vicente Calderón y Colás         | 2002-actual titular   |